# Bremscheid (Eslohe)
Bremscheid ist ein Ortsteil der Gemeinde Eslohe (Sauerland) im nordrhein-westfälischen Hochsauerlandkreis mit 165 Einwohnern. Der Ort liegt etwa 1 km südlich von Eslohe im Naturpark Sauerland-Rothaargebirge. Durch den Ort, der an der Bundesstraße 55 liegt, fließt der Esselbach.

## Geschichte
Das adlige Haus Bremscheid war ursprünglich im Besitz der Adelsfamilie von Esleben. Durch die Heirat von Margaretha Philippine von Esleben mit Johann Adam von Luerwald zu Suttrop kam das Haus Bremscheid in deren Besitz. Am 12. Mai 1687 vermählte sich Adams und Margarethas Enkelin Anna Lucia von Luerwald mit Caspar Lothar Theodor von Bönninghausen, dem Enkel von Lothar Dietrich Freiherr von Bönninghausen, einem kaiserlichen Feldmarschallleutnant im Dreißigjährigen Krieg. Von dieser Zeit blieb das Haus Bremscheid im Eigentum der Familie von Bönninghausen bis 1815, als es durch Kauf in den Besitz des Rentmeisters Wrede zu Ahausen überging. Letzterer verkaufte den ganzen Grundbesitz. Auf diese Weise entstand die Ansiedlung zwischen Bremscheid und Hengesbeck.

## Kapelle
Die Jakobs-Kapelle wurde am 6. September 1647 von Weihbischof Frick geweiht.

## Persönlichkeiten
Der aus Bremscheid stammende Pfarrer Anton Hochstein (1843–1902) war Herausgeber des Gesangbuch für altkatholische Gemeinden, welches 1877 in Bonn erschien. Aus der Familie Esleve zu Bremscheid stammte der Propst und spätere Reiteroberst Christoph von Esleve.